# シグランツァ
シグランツァ（ルーマニア語:Siguranţă）は、ルーマニア王国の諜報機関、秘密警察。ルーマニア社会主義共和国が成立すると廃止され、新たな秘密警察としてセクリタテアが設置された。

## 歴史
第二次世界大戦前、ルーマニアには、シグランツァと陸軍参謀本部情報局プリャツフケの2つの諜報機関が存在した。シグランツァは政治諜報と政治査察に従事し、プリャツフケは軍事諜報を担当した。ソ連対策において、シグランツァは、白系ロシア人とモルドバ人から成る破壊工作グループをソ連国内に送り出した。
1920年～1930年代、この戦術は拡大され、ロシア全軍連合の白系移民は、シグランツァ長官ミハイル・モルゾフ（後にギク、カリネスク）が個人的に監督した。モルゾフは、ロシア全軍連合ルーマニア支部長ジョルドフスキーと個人的関係を維持した。1932年、モルゾフは、チェーカー出身の亡命者ゲオルギー・アガベコフに警護を付け、アガベコフ暗殺のために投入されたアレクセーエフを長とするゲーペーウーのグループを無力化した。
1930年代末までに、ルーマニアはドイツの最も信頼できる国の1つとなり、シグランツァはイギリス、フランス、ユーゴスラビア、ソ連に対する秘密戦争に参加した。また、フランコ軍の援助のためにスペイン内戦にも係わった。
1930年代末、ルーマニア国内では、親独派と親英派の闘争が先鋭化した。親独派である鉄衛団は権力奪取を意図していたが、親英派であった当時の内相カリネスクは、ファシストとの決別をカロル2世に訴えた。1936年、カリネスク派は、鉄衛団員を秘密裏に除去し、その団長コルネリウ・コドレアヌは誘拐され殺害された。しかし、このことはカリネスク自身に跳ね返った。1939年、首相となったカリネスクは、鉄衛団のテロリストにより暗殺された。暗殺参加者はその場で全員殺害された。
新長官クリステスクは、鉄衛団に対してより穏健な政策を取ったが、1941年、ブカレストでの鉄衛団の蜂起を鎮圧した。独ソ戦勃発後、ルーマニア軍はモルドバとオデッサを占領し、シグランツァとプリャツフケは東部戦線での破壊工作に従事した。
1944年、シグランツァはイオン・アントネスク政権の打倒を助けたが、王政を救うことはできなかった。1945年の連合軍勝利の後、1947年にルーマニア社会主義共和国が成立すると、国王は亡命し、シグランツァも廃止された。しかし、ルーマニア社会主義共和国では、セクリタテアとして新しい秘密警察が設置された。

## 歴代長官
- ミハイル・モルゾフ（1924年4月12日 - 1940年9月13日）
- ギク
- カリネスク
- クリステスク